# Leucocelis morettoi
Leucocelis morettoi är en skalbaggsart som beskrevs av Franz Antoine 1997. Leucocelis morettoi ingår i släktet Leucocelis och familjen Cetoniidae. Inga underarter finns listade i Catalogue of Life.